# Paris entre empires, 1814-1852
Paris entre empires, 1814-1852 est un livre de non-fiction écrit par Philip Mansel sur Paris pendant la période 1814-1852. Il a été publié par John Murray (Londres, 2001) et St. Martin's Press (New York, 2003).

## Contenu
Pamela Philbeam de History Today a décrit le livre comme couvrant plusieurs « thèmes spécifiques. » Comme les chapitres sont organisés par ces thèmes, David Baguley de l'université de Durham a déclaré que globalement, « la méthode du livre est autant thématique que chronologique. »
Le premier chapitre, intitulé « Mort d'un empire », présente les guerres napoléoniennes et met en lumière les conflits militaires impliquant la ville. Baguley a décrit le style comme « une manière engageante, romanesque » qui « donne le ton et établit le thème. » Selon Baguley, il y a un manque d'« histoire urbaine » représentée. Le dernier chapitre est intitulé "Naissance d'un empire : Versailles, 18 janvier 1851", quelque chose que Baguley a décrit comme « un compte rendu très sommaire du Second Empire » et soutient qu'il est « quelque peu [confus] » et « une opposition plutôt trop commode au premier chapitre. »
Les illustrations intérieures sont en noir et blanc tandis que la couverture est en couleurs. Les notes de source dépassent les 80 pages.

## Réception
Robert O'Bryne de l'Irish Times a écrit, « Voici un livre qui mérite rien de moins que des éloges pour sa lisibilité, son érudition et son aspect divertissant - un trio de qualités bien trop rare. »
Philbeam a écrit que « la force de l'auteur réside dans sa reconstruction imaginative des lieux » et que « la compétence de représenter avec succès une atmosphère et des détails du mode de vie des riches constitue le véritable charme de ce livre. » « Elle souhaitait que les illustrations intérieures soient en couleur et que le livre couvre la période de changement dans l'architecture de la ville. »
Baguley a conclu que l'œuvre est « éclairante, divertissante et parfaitement lisible » et a loué l'« impressionnante érudition » qui « n'est jamais vantée. »